# Euryopis tribulata
Euryopis tribulata là một loài nhện trong họ Theridiidae.
Loài này thuộc chi Euryopis. Euryopis tribulata được Eugène Simon miêu tả năm 1905.